# Afrodinia deemingi
Afrodinia deemingi är en tvåvingeart som beskrevs av Timothy M. Cogan 1975. Afrodinia deemingi ingår i släktet Afrodinia och familjen tickflugor.
Artens utbredningsområde är Nigeria. Inga underarter finns listade i Catalogue of Life.